# Bäriswil
Bäriswil es una comuna suiza del cantón de Berna, situada en el distrito administrativo de Berna-Mittelland. Limita al norte con la comuna de Hindelbank, al este con Krauchthal, y al sur y al oeste con Mattstetten.
Hasta el 31 de diciembre de 2009 situada en el distrito de Burgdorf.

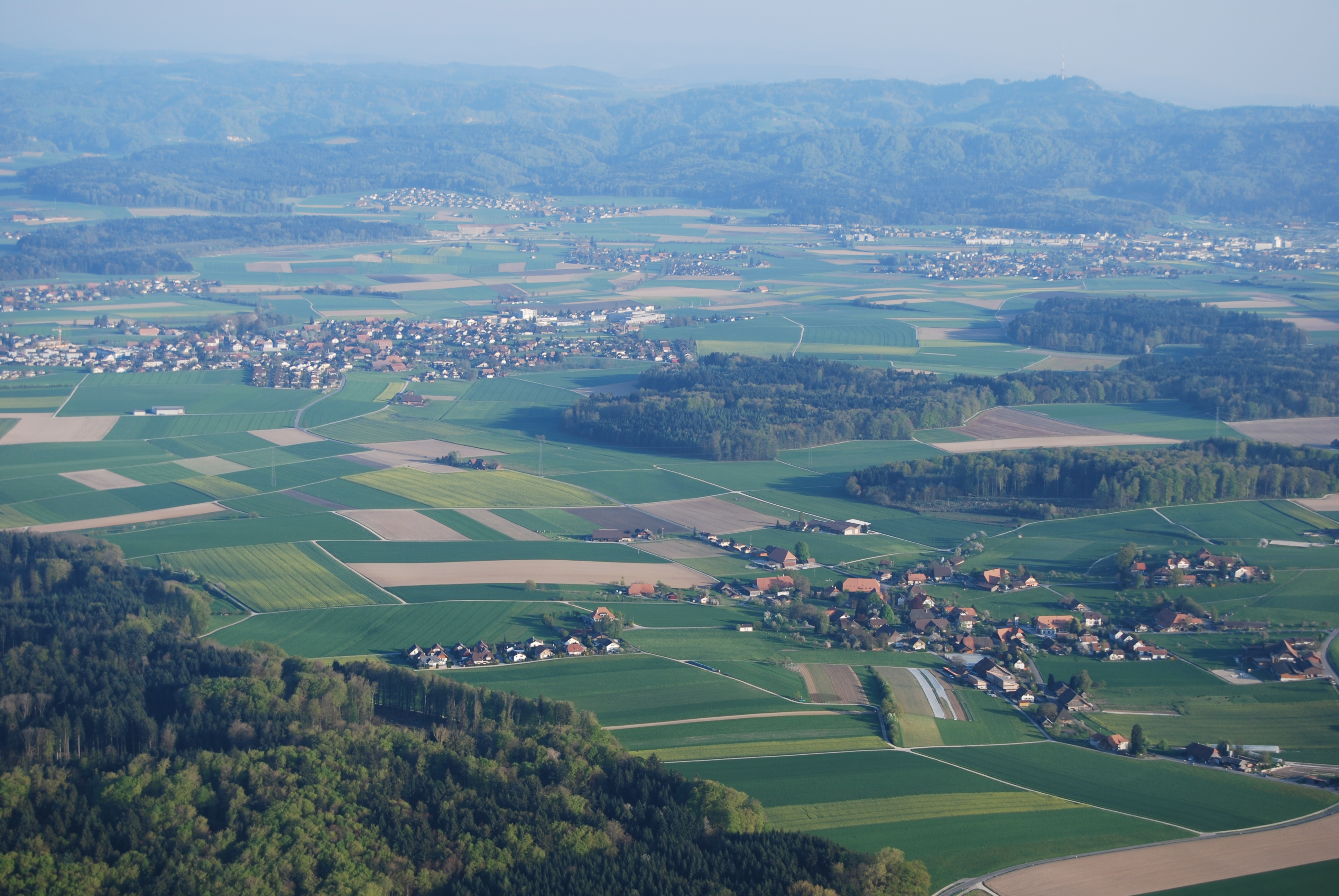
Vista aérea de la zona.